# Рибалочка-чубань північний
Рибалочка-чубань північний (Megaceryle alcyon) — великий, помітний представник підродини строкаторибалоччиних, що походить із Північної Америки. Усіх рибалочок раніше відносили до однієї родини, Alcedinidae, але останні дослідження показують, що її слід розділяти на три підродини.

## Таксономія
Перший формальний науковий опис рибалочки-чубаня північного був поданий шведським натуралістом Карлом Ліннеєм у 1758 році в десятому виданні його Systema Naturae . Він ввів біномінальне ім'я Alcedo alcyon. Нинішній рід Megaceryle був встановлений німецьким натуралістом Йоганом Якобом Каупом у 1848 році. Megaceryle походить від давньогрецького megas, «великий», і існуючого роду рибалочка строкатий (Ceryle). Видовий епітет alcyon по-латині означає не що інше, як «рибалочка».
Рибалочок-чубанів (Megaceryle) раніше поміщали в Ceryle разом із рибалочкою строкатим, але останній ближчий до американських  зелених рибалочок (Chloroceryle). Найближчим живим родичем рибалочки-чубаня північного є рибалочка-чубань неотропічний (M. torquata), і ці два, ймовірно, походять від африканського Megaceryle, який колонізував Північну Америку.

## Опис
Рибалочка-чубань північний — кремезний птах середнього розміру 28–35 см завдовжки з розмахом крил 48–58 см. Цей рибалочка-чубань може важити від 113 до 178 г . Доросла самка в середньому трохи більша за дорослого самця.
Цей вид має велику голову з кудлатим чубом. Його довгий важкий дзьоб чорний із сірою основою. Ця особливість притаманна багатьом видам рибалочок. У цього рибалочки спостерігається зворотний статевий диморфізм, адже самиця забарвлена яскравіше, ніж самець. Обидві статі мають темно-блакитну голову, великий білий комір, велику синю смугу на грудях і білий низ. Пір'я спини і крил від темно-блакитного до темно-сірого кольору з чорними кінчиками і з маленькими білими цятками. Самка має руду смугу на верхній частині живота, яка тягнеться вниз по боках. Молоді особини цього виду схожі на дорослих, в обох статей на череві у верхній частині є руда смуга. Неповнолітні самці матимуть руду смугу, дещо плямисту, тоді як смуга у молодих самок виглядає набагато тоншою, ніж у дорослих самок.

## Поширення і середовище проживання
Ареал розмноження рибалочки-чубаня, єдиного рибалочки на більшій частині свого ареалу, знаходиться поблизу внутрішніх водойм чи узбережжя більшої частини Північної Америки, Канади, Аляски та Сполучених Штатів. Вони мігрують з північних частин свого ареалу взимку до півдня Сполучених Штатів, Мексики, Центральної Америки та Вест-Індії. Це рідкісний гість у північних районах Колумбії, Венесуели та Гвіани. Під час міграції може відлітати доволі далеко від суші; вид зареєстрований як випадковий залітний гість на кількох тихоокеанських островах, таких як острів Кокос, острів Мальпело, Гаваї, Азорські острови, острів Кларіон, також траплявся як надзвичайно рідкісний залітний в Еквадорі, Гренландії, Ірландії, Нідерландах, Португалії та Великій Британії. Найпівденніші відомості про M. alcyon походять з архіпелагу Ґалапаґос, острів Еквадору, де він зустрічається як мігрант у невеликій кількості, і, ймовірно, не щороку.
Рибалочка-чубань залишає північні частини свого ареалу, коли вода замерзає; у тепліших районах — він постійний житель. Кілька особин можуть затримуватися на півночі навіть у найхолодніші зими, за винятком Арктики, якщо там залишаються незамерзлі водойми.

## Екологія та поведінка

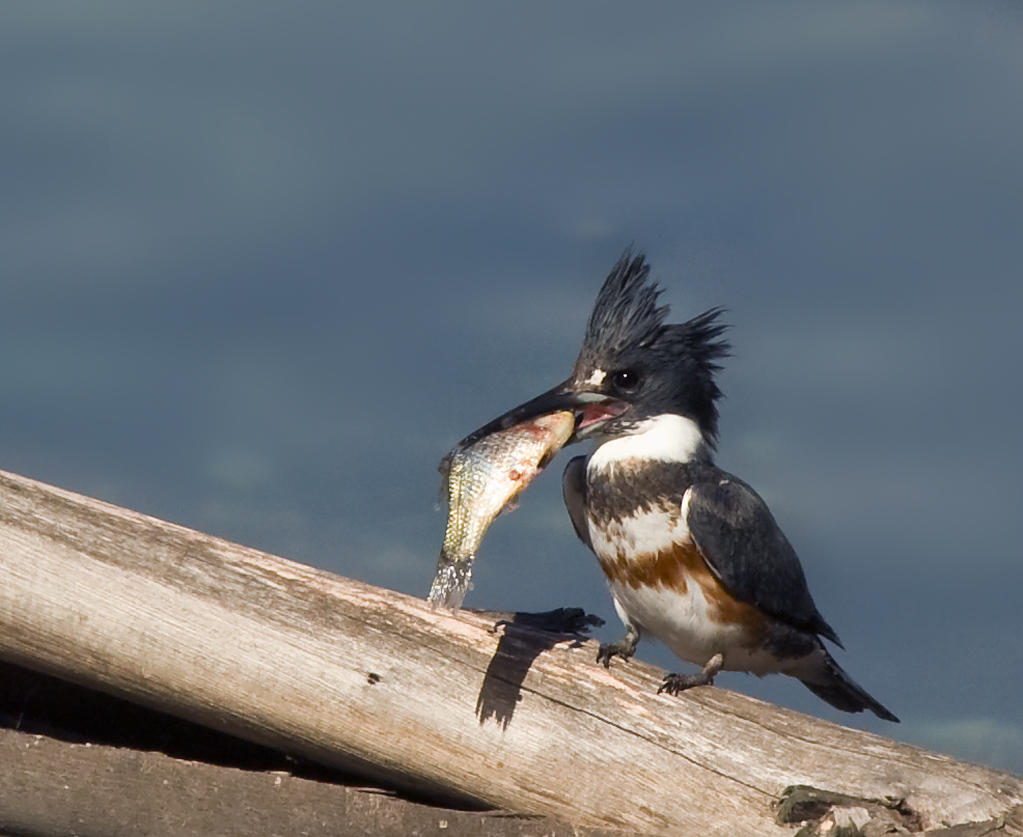
Самка зі здобиччю

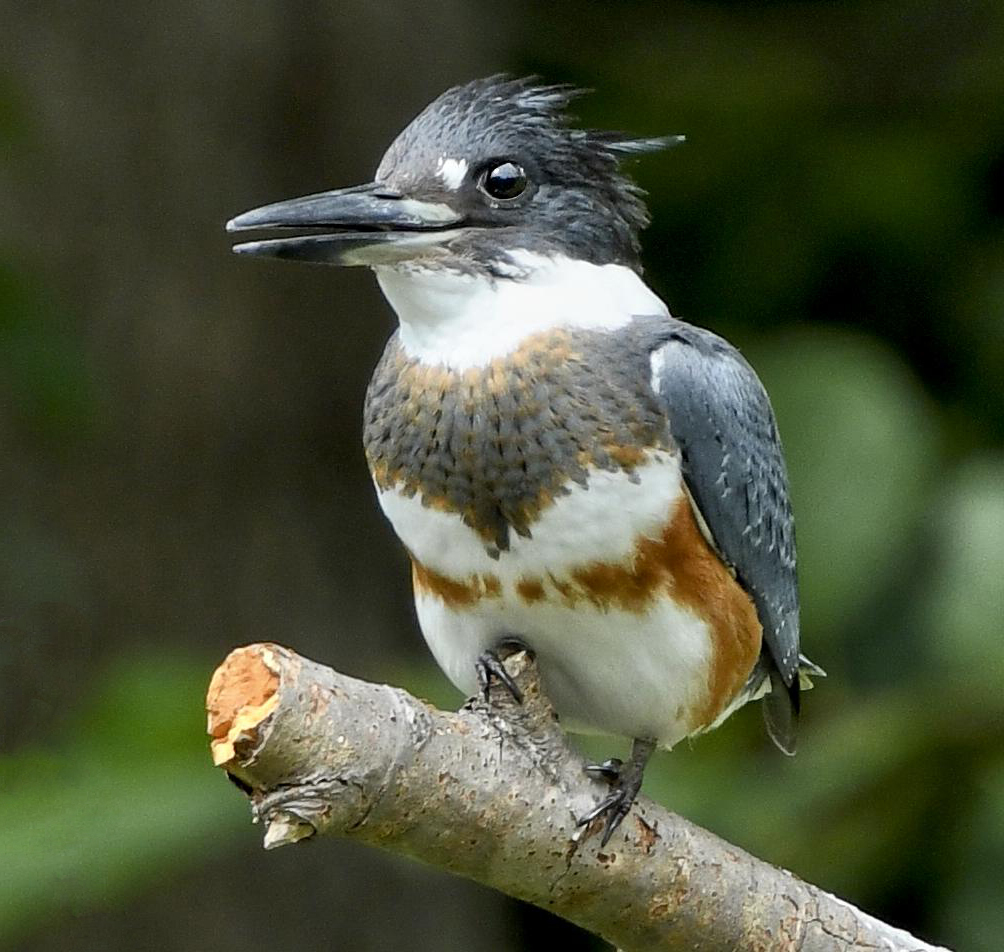
Самка на спостережній присаді

Рибалочку-чубаня північного часто можна побачити сидячим на деревах, стовпах або інших відповідних спостережних точках поблизу води, перш ніж він пірне стрімголов за своєю здобиччю — рибою. Перш ніж пірнути, рибалочка може короткий час «зависати» високо над місцем ймовірної здобичі. Відомо, що вони також їдять земноводних, молюсків, дрібних ракоподібних, комах, дрібних ссавців, дрібних птахів, рептилій і ягоди. 
Перелітаючи між присадами на своїх мисливській території, рибалочка часто видає характерний скрекіт. Відповідно, невелику зграйку рибалочок-чубанів північних по-англійськи кличуть тріщалкою (англ. rattle).
Цей птах гніздиться в горизонтальному тунелі, зробленому в березі річки або дюні, який риють обоє батьків. Самка відкладає від п'яти до восьми яєць, і обоє дорослих спільно виконують обов'язок висиджування яєць і вигодовування дитинчат. Під час сезону розмноження самці також можуть демонструвати максимальні прояви територіальності на діялнці, безпосередньо прилеглій до їхнього гнізда, відганяючи птахів свого виду та хижаків.
Гніздо рибалочки являє собою довгий тунель, часто з підйомом жогори. Однією з можливих причин такого нахилу є те, що в разі затоплення у пташенят шанс вижити в повітряній кишені, утвореній піднятим кінцем тунелю.

## Подальше читання
- Cramp, Stanley, ред. (1985). Ceryle alcyon Belted Kingfisher. Handbook of the birds of Europe the Middle East and North Africa. The Birds of the Western Palearctic. Volume IV: Terns to Woodpeckers. Oxford: Oxford University Press. с. 731—733. ISBN 0-19-857507-6.
- Fry, C. Hilary; Fry, Kathie; Harris, Alan (1992). Kingfishers, Bee-eaters, and Rollers. London: Christopher Helm. с. 234—236. ISBN 978-0-7136-8028-7.

## Зовнішні посилання
- Рибалочка-чубань північний – Ceryle alcyon – Інформаційний центр визначення птахів USGS Patuxent
- Рибалочка-чубань північний в InternetBirdCollection
- Belted Kingfisher photo gallery
- Фотографії Oiseaux.net
- Звук птаха рибалочки-чубаня північного в музеї природної історії Флориди

| Птах | Це незавершена стаття з орнітології. Ви можете допомогти проєкту, виправивши або дописавши її. |